# Last Exit To Brooklyn (álbum)
Last Exit To Brooklyn es la quinta banda sonora compuesta por el líder de Dire Straits, Mark Knopfler para la película «Última salida, Brooklyn», uno de sus trabajos más complejos como compositor: la banda sonora está más cercana a una banda sonora al uso (con instrumentos de cuerda), más que a sus anteriores trabajos. El teclista Guy Fletcher (miembro también de Dire Straits) obtiene a través de sus teclados y sintetizadores la mayoría de los efectos de orquesta. Mark Knopfler aporta el sonido de su guitarra (junto a Michael Brecker y Chris White en los saxofones) en la quinta pista del disco.

## Pistas
1. Last Exit To Brooklyn (04:59)
2. Victims (03:30)
3. Think Fast (02:46)
4. A Love Idea (03:04)
5. Tralala (05:28)
6. Riot (06:20)
7. The Reckoning (07:12)
8. As Low As It Gets (01:28)
9. Finale - Last Exit To Brooklyn (06:18)

## Músicos
- Irvine Arditti - Violín.
- Michael Brecker - Saxofón.
- Guy Fletcher - Teclados.
- Mark Knopfler - Guitarra.
- David Nolan - Violín.
- Chris White- Saxofón.

## Datos técnicos
- Don Cobb - Edición digital.
- Mark Knopfler - Productor.
- Denny Purcell - Remasterización.
- Jonathan Russell - Asistente remasterización.
- Bill Schnee - Mezclas.
- Grabado en los Air Studios, Londres.

- Datos: Q2526570